# Shelbyville (Indiana)
Shelbyville ist eine City im Addison Township des Shelby County im US-Bundesstaat Indiana. Shelbyville ist der Verwaltungssitz des Shelby County. Das U.S. Census Bureau hat bei der Volkszählung 2020 eine Einwohnerzahl von 20.067 ermittelt.

## Geschichte
Im Jahr 1818 wurde das Land, das zu Shelbyville werden sollte, im Vertrag von St. Mary’s vom Stamm der Miami an die Vereinigten Staaten abgetreten. Ebenfalls im Jahr 1818 schlugen der Siedler Jacob Whetzel und seine Gruppe einen Weg durch diese „New Purchase“ vom Whitewater River bei Laurel nach Westen zum White River bei Waverly ein. Dieser Weg wurde als Whetzel's Trace bekannt und war die erste Ost-West-Straße in der New Purchase von Zentral-Indiana. Whetzel's Trace verlief nur 4 Meilen nördlich von Shelbyville und erwies sich als wichtig für die Besiedlung von Shelby County.
Shelbyville wurde 1822 parzelliert. Shelbyville wurde zu Ehren von Isaac Shelby benannt, dem ersten und fünften Gouverneur von Kentucky und Soldat im Lord Dunmore's War, dem Amerikanischen Unabhängigkeitskrieg und dem Britisch-Amerikanischen Krieg. Die Stadt wurde am 21. Januar 1850 gegründet.

## Demografie
Nach einer Schätzung von 2019 leben in Shelbyville 19.407 Menschen. Die Bevölkerung teilt sich im selben Jahr auf in 91,5 % Weiße, 2,2 % Afroamerikaner, 0,2 % amerikanische Ureinwohner, 1,3 % Asiaten und 1,0 % mit zwei oder mehr Ethnizitäten. Hispanics oder Latinos aller Ethnien machten 8,6 % der Bevölkerung aus. Das mittlere Haushaltseinkommen lag bei 52.901 US-Dollar und die Armutsquote bei 16,6 %.

## Söhne und Töchter
- Victor Higgins (1884–1949), Maler
- Frederic Milton Thrasher (1892–1962), Soziologe und Kriminologe